# 1195

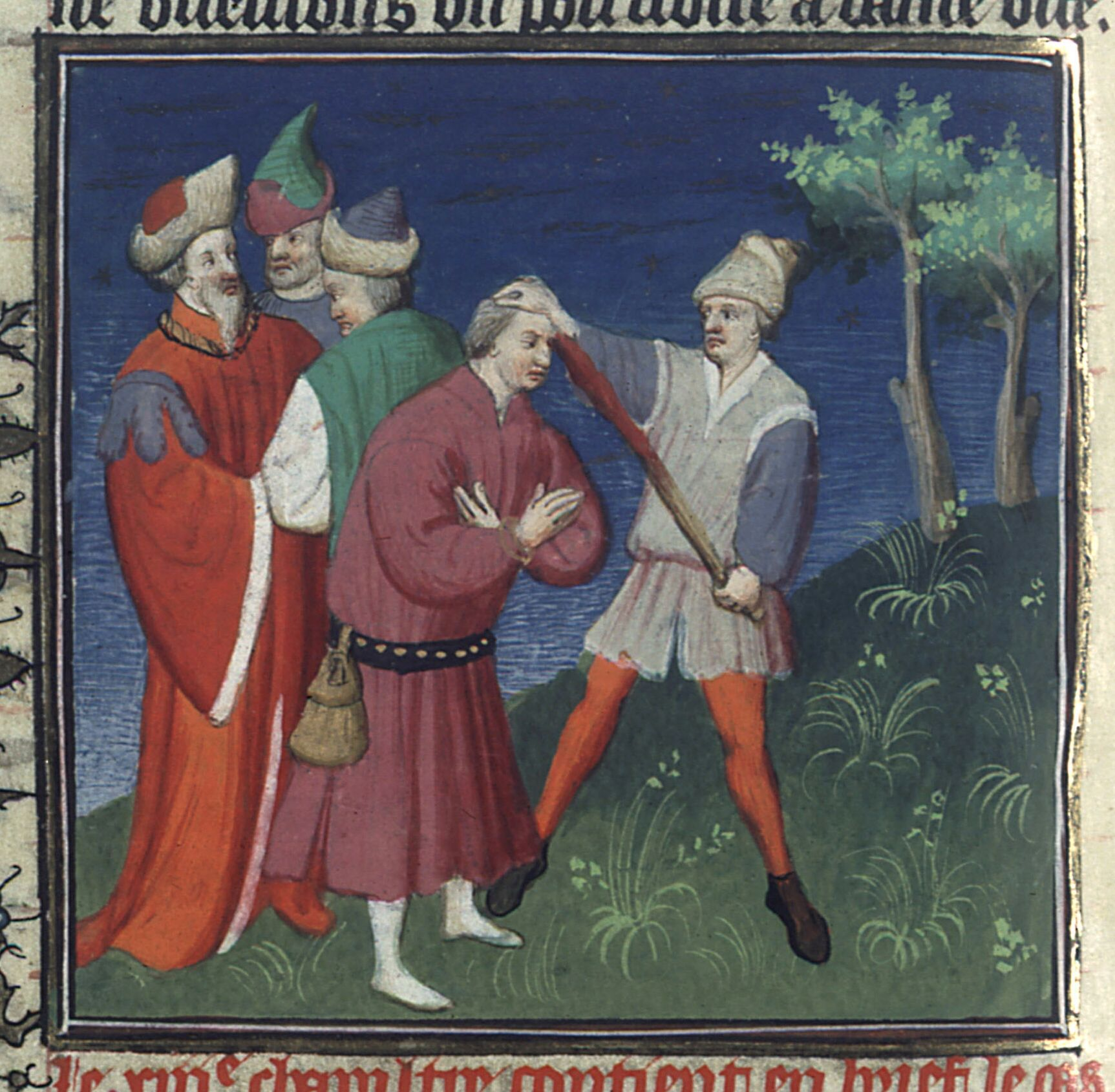
Isaäk II wordt blind gemaakt

Het jaar 1195 is het 95e jaar in de 12e eeuw volgens de christelijke jaartelling.

## Gebeurtenissen
maart
- 13 - Paus Celestinus III verklaart de ontbinding van het huwelijk van Filips II van Frankrijk en Ingeborg van Denemarken ongeldig.

juli
- 19 - Slag bij Alarcos: De Castilianen onder Alfons VIII van Castilië worden vernietigend verslagen door de Almohaden onder Abu Yusuf Yaqub al-Mansur.

augustus
- 10 - Omdat graafDirk VII van Holland zich in Zeeland bevindt terwijl zijn broer Willem probeert de West-Friezen in opstand te brengen, neemt gravin Aleid haar intrek in de Abdij van Egmond om de verdediging van het graafschap te organiseren.

oktober
- 12 - Gravin Aleidis verlaat Egmond nadat zij de West-Friezen van Niedorp en Winkel heeft overgehaald om de graaf trouw te blijven.

zonder datum
- Keizer Isaäk II Angelos wordt afgezet door zijn broer Alexios III. Zijn ogen worden uitgestoken en hij wordt met zijn zoon Alexios IV gevangen gezet.
- Amalrik van Lusignan, heer van Cyprus, wordt tot koning gekroond.
- Het graafschap Évreux wordt bij het Franse kroondomein gevoegd. Graaf Amalrik IV
- Sancho VII van Navarra trouwt met Constance van Toulouse.

## Opvolging
- Byzantium - Isaäk II Angelos opgevolgd door zijn broer Alexios III Angelos
- Genève - Willem I opgevolgd door zijn zoon Humbert
- Gwynedd - Dafydd ab Owain opgevolgd door zijn neef Llywelyn ap Iorwerth
- Henegouwen - Boudewijn de Moedige opgevolgd door zijn zoon Boudewijn IX van Vlaanderen
- Luik - Simon van Limburg opgevolgd door Otto van Heinsburg, op zijn beurt opgevolgd door Albert van Cuyck
- Meißen- Albrecht de Trotse opgevolgd door zijn broer Diederik
- Montbéliard en Montfaucon - Amadeus II opgevolgd door zijn zoon Richard III
- Namen - Boudewijn de Moedige opgevolgd door zijn zoon Filips I
- Rijn-Palts - Koenraad de Staufer opgevolgd door zijn schoonzoon Hendrik II

## Afbeeldingen

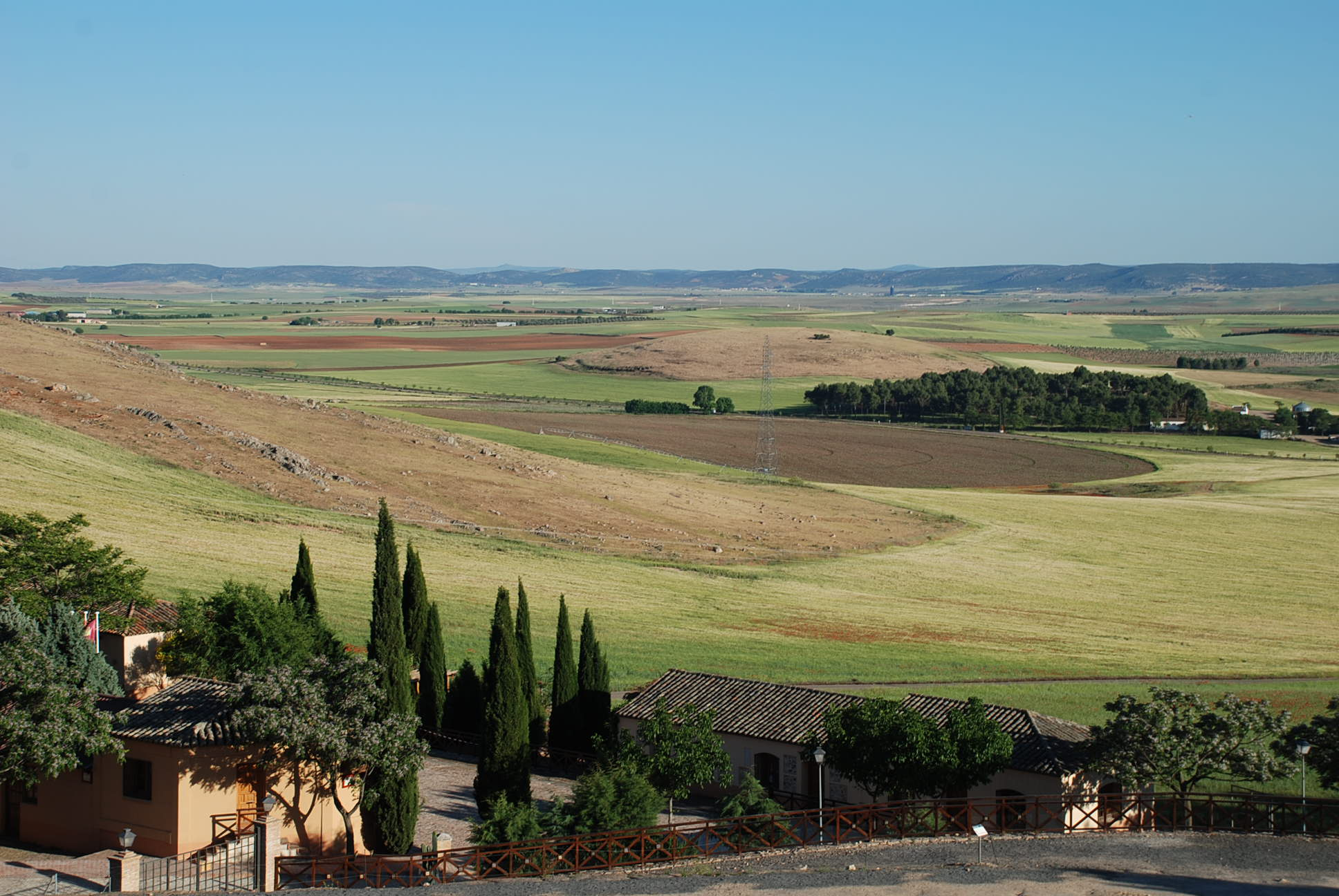
Locatie van de Slag bij Alarcos
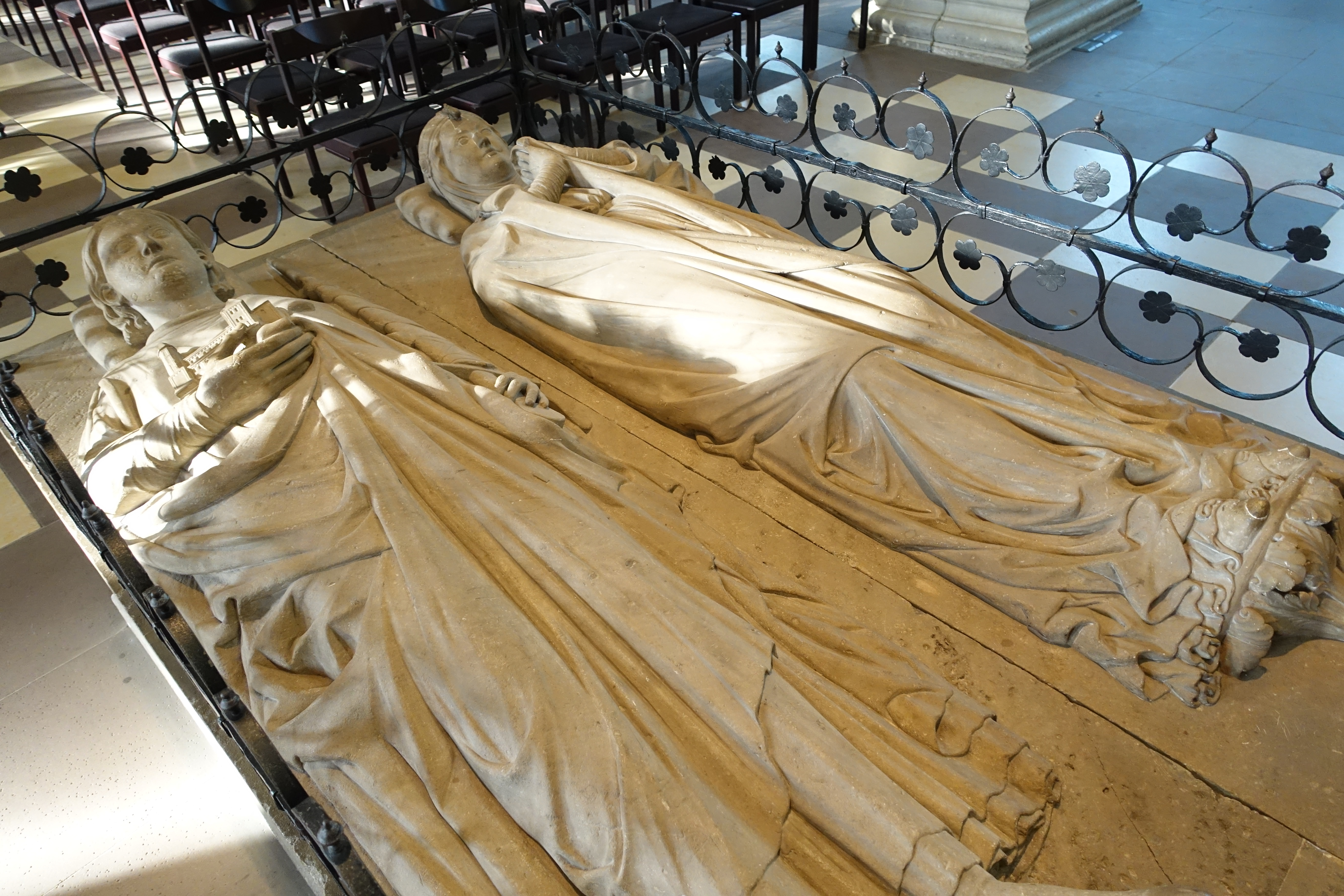
Graftombes van Hendrik de Leeuw en zijn echtgenote Mathilde Plantagenet

## Geboren
- 15 augustus - Antonius van Padua, Portugees theoloog en heilige
- Balian I Grenier, Jeruzalems edelman (jaartal bij benadering)
- Berengaria van Portugal, echtgenote van Waldemar II van Denemarken (jaartal bij benadering)
- Hendrik IV, hertog van Limburg (1226-1247) en graaf van Berg (jaartal bij benadering)
- Paus Innocentius IV (1243-1254) (jaartal bij benadering)
- Johannes de Sacrobosco, Engels wiskundige en astronoom (jaartal bij benadering)
- Thomas van Perche, graaf van Perche (jaartal bij benadering)
- Paus Urbanus IV (1261-1264) (jaartal bij benadering)
- Willem X, graaf van Auvergne (jaartal bij benadering)

## Overleden
- 24 juni - Albrecht de Trotse, markgraaf van Meißen (1190-1195)
- 25 juli - Herrad von Landsberg, Duits schrijfster
- 6 augustus - Hendrik de Leeuw, hertog van Saksen (1142-1180) en Beieren (1156-1180) en markgraaf van Brunswijk (1136-1195)
- 8 november - Koenraad de Staufer, paltsgraaf aan de Rijn (1156-1195)
- 17 december - Boudewijn de Moedige, graaf van Henegouwen, Namen en Vlaanderen
- 23 december - Henricus van Maastricht, bisschop van Worms
- Amadeus II (~65), graaf van Montbéliard en heer van Montfaucon
- Adalbert, hertog van Teck (jaartal bij benadering)
- Berthold van Calabria, Frans kruisvaarder en kluizenaar (jaartal bij benadering)